# Arachnophilia

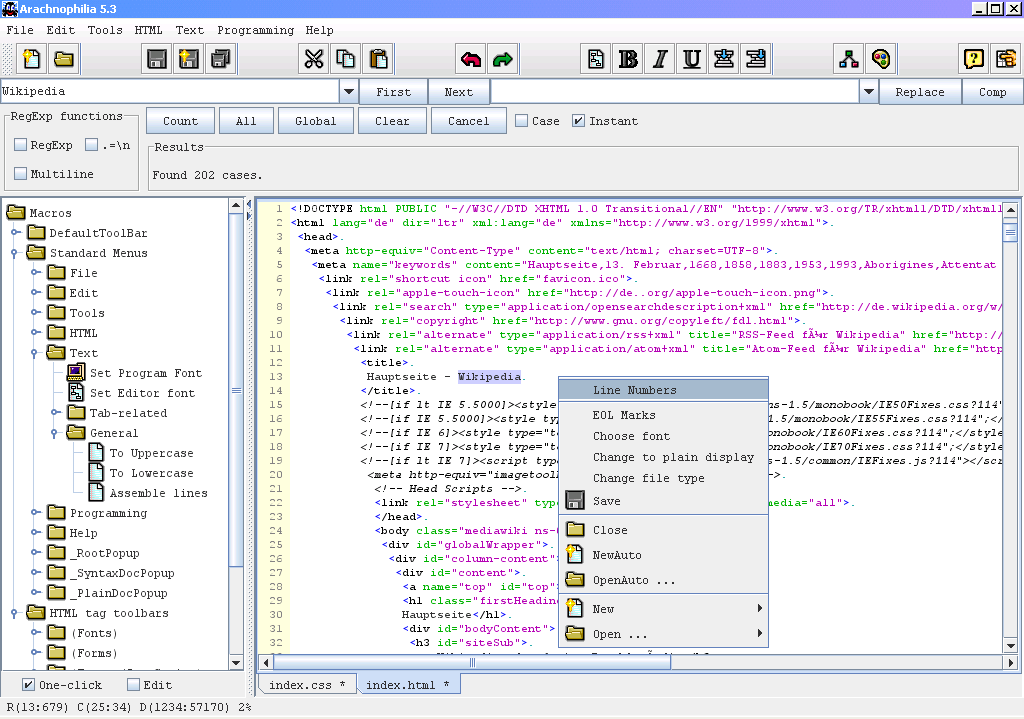
Captura de tela da Arachnophilia Editor 5.3.

Arachnophilia é um editor HTML, com recursos de edição de código fonte, escrito em Java por Paul Lutus. O editor é distribuído gratuitamente no regime de Careware, uma variação de Freeware que sugere ao usuário satisfeito uma contribuição com obras de caridade, sob a licença GPL 3.0, o que também implica que seu código fonte encontra-se disponível para ser baixado.

## História
Até a versão 4.0 Arachophilia, desenvolvido em C++, rodava exclusivamente em Windows. Para a versão 5.0, lançada em 2002, o programa foi completamente reescrito em Java, tornando-se assim multiplataforma. Portanto, para funcionar, é necessário ter o Java Runtime Environment instalado no sistema.

## Características
O programa pode importar e converter documentos RTF e outros arquivos compatíveis com Windows 95 ou superior, em HTML. Suporta até seis navegadores, CGI, frames e outras linguagens para desenvolvimento, como PHP, Perl, C++, Java e Javascript.
Além disso, disponibiliza, entre outros recursos:
- Abertura de múltiplos documentos
- Barra de ferramentas personalizável
- Busca e substituição globais
- FTP embutido
- Modelos predefinidos pelo usuário